# تاقچه‌ای‌های بزرگ
تاقچه‌ای‌های بزرگ (نام علمی: Meripilus) نام یک سرده از راسته تاقچه‌ای‌قارچ‌سانان است.